# Ertuğrul (fragata)
El Ertuğrul, botado en 1863, era una fragata de vela de la Armada otomana. Cuando regresaba de un viaje de buena voluntad a Japón en 1890, se encontró con un tifón frente a la costa de Kushimoto, en la prefectura de Wakayama, y se hundió al chocar contra un arrecife. En el naufragio perdieron la vida más de 500 marineros y oficiales, entre ellos el contralmirante Ali Osman Pasha. Sólo 69 marineros y oficiales sobrevivieron y regresaron a casa más tarde a bordo de dos corbetas japonesas. El suceso aún se conmemora como piedra fundacional de la amistad nipo-turca.

## Hundimiento

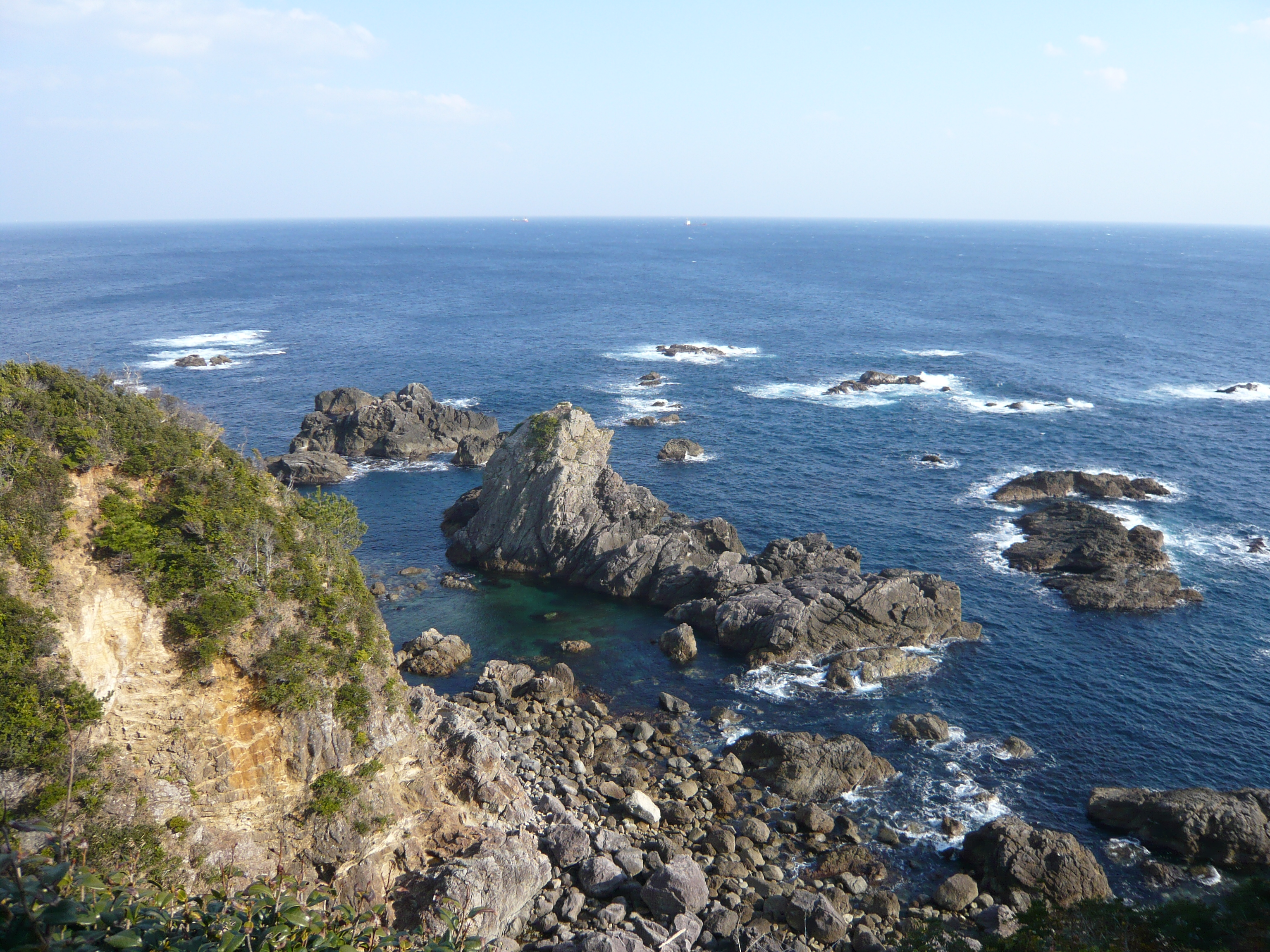
Lugar de colisión frente a Kii Ōshima.

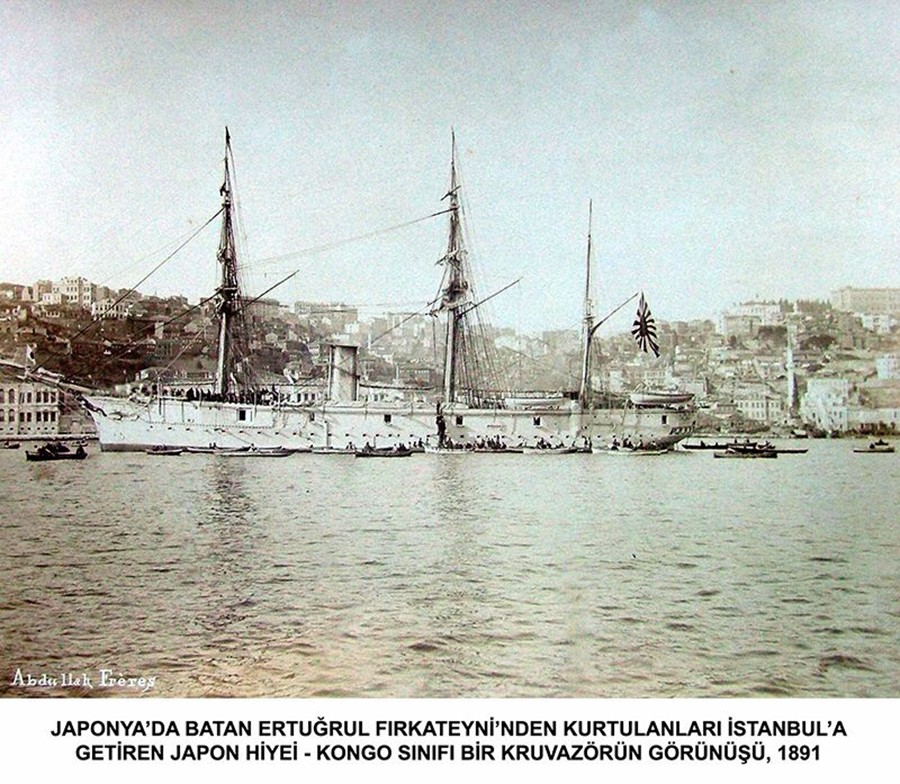
Una vista de la Hiei japonesa, una corbeta clase Kongō que llevó a los supervivientes de la fragata Ertuğrul que se hundió en Japón a Constantinopla (ahora Estambul), 1891.

Al mediodía del 15 de septiembre de 1890, Ertuğrul zarpó de Yokohama hacia Estambul. En el momento de la salida las condiciones meteorológicas eran buenas, pero a la mañana siguiente empezó a soplar viento contrario, que se hizo más fuerte hacia la tarde. Al caer la noche, el viento sopló desde debajo de la proa, por lo que hubo que plegar las velas. Al mismo tiempo, violentas olas comenzaron a azotar el barco, que, sometido a duras pruebas, apenas podía avanzar. El mástil de mesana de 40 m (130 pies) de altura se derrumbó y causó graves daños al sacudirse de lado a lado y golpearse contra las otras velas (aparejos). Mientras la tormenta seguía ganando fuerza, las olas provenientes de proa separaban las tablas de la cubierta del frente. El agua irrumpió en los depósitos de carbón de la sala de calderas. Durante los siguientes cuatro días, la tripulación intentó reparar los daños remediando las velas y ajustando los obenques. También intentaron continuamente vaciar el agua de los contenedores de carbón (que eran los que corrían mayor peligro) mediante baldes, ya que las bombas eran insuficientes.
A pesar de todos sus esfuerzos, la desintegración del barco era inminente y la única opción era buscar refugio en un puerto cercano. Se dirigieron a Kobe, a 16 kilómetros (10 millas) del barco, en el golfo más allá del cabo Kashinozaki con el faro de Oshima. El agua de mar que irrumpió finalmente apagó uno de los hornos de la sala de máquinas. Casi inmóvil, sin velas mayores y propulsión suficiente, y con sólo el viento y las olas detrás, Ertuğrul se dirigió hacia las peligrosas rocas de la costa oriental de Kii Ōshima. Cuando la tripulación intentó detener el barco ante las rocas mediante un anclaje de emergencia, el barco chocó contra los arrecifes y se desmoronó con el primer impacto alrededor de la medianoche del 18 de septiembre de 1890.

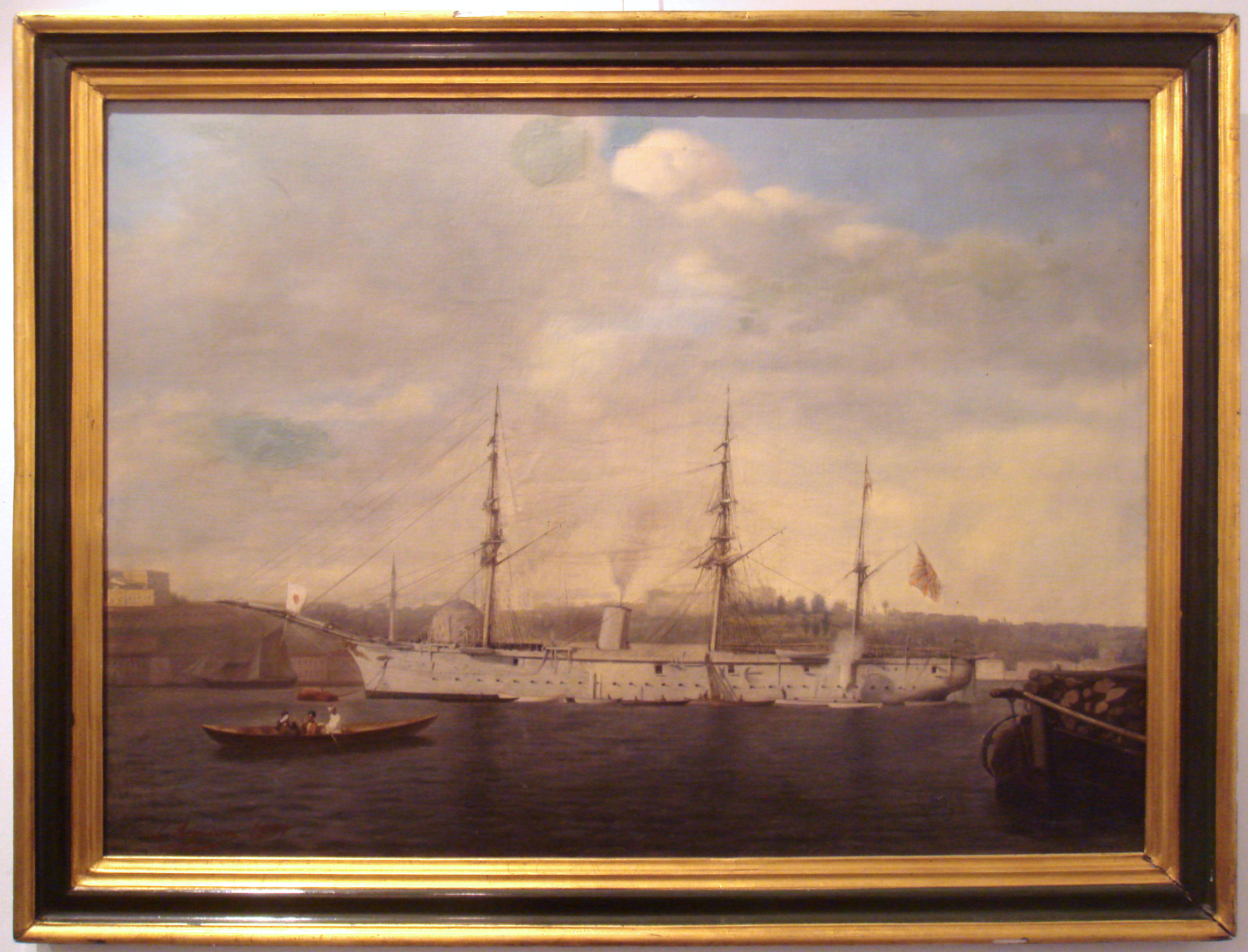
El crucero japonés Kongō en Constantinopla, 1891, de Luigi Acquarone (1800-1896).

En el lugar del incidente perdieron la vida más de 500 marineros, cincuenta de ellos oficiales, incluido el comandante, el contraalmirante Ali Osman Pasha. Sólo sobrevivieron seis oficiales y sesenta y tres marineros. Seis de los supervivientes resultaron ilesos, nueve gravemente heridos y los demás con heridas leves. Después de la operación de rescate, dos supervivientes fueron llevados a Kobe por barcos japoneses, dos más por un acorazado japonés y sesenta y cinco por cañoneras alemanas. Los sesenta y nueve supervivientes fueron transportados de regreso a Estambul a bordo de las corbetas japonesas Kongō y Hiei , saliendo de Shinagawa, Tokio , en octubre de 1890. El sultán se reunió con los oficiales de los barcos japoneses el 5 de enero de 1891 y expresó su agradecimiento por el socorro. operación decorándolas con medallas.